# تالاب سید یدیم
تالاب سید یدیم یک تالاب در نزدیکی روستای سید یدیم از توابع شهرستان اهواز است.
در گذشته جزئی از مسیل رود دز بوده و آب آن شیرین بود اما به تدریج به‌علت انسداد ورودی از رودخانه به دلیل پدیده پیچان رود و ورود زهکشی زمین‌های کشاورزی اطراف به آن تبدیل به دریاجه آب شور شده است. درحال حاضر زیستگاه ماهیان، لاک پشت‌ها و پرندگان است. خروجی آب آن در حد فاصل روستای سیدیدیم و روستای بامدژ با استفاده از کانال به رود دز وارد می‌شود.